# Gójar
Gójar ist eine Gemeinde in der Provinz Granada im Südosten Spaniens mit 6.340 Einwohnern (Stand: 2024). Die Gemeinde liegt in der Comarca Vega de Granada.

## Geografie
Die Gemeinde grenzt an die Gemeinden Alhendín, Dílar, Ogíjares, Villa de Otura und La Zubia.

## Geschichte
Gójar wurde wahrscheinlich in der maurischen Zeit gegründet. Die Geschichte der Stadt ist eng mit der von Granada verbunden, dessen Vorort sie heute ist.